# Gros blanc
 (signalé en août 2025).
Si vous disposez d'ouvrages ou d'articles de référence ou si vous connaissez des sites web de qualité traitant du thème abordé ici, merci de compléter l'article en donnant les références utiles à sa vérifiabilité et en les liant à la section « Notes et références ».
- Archive Wikiwix
- Bing
- Cairn
- DuckDuckGo
- E. Universalis
- Gallica
- Google
- G. Books
- G. News
- G. Scholar
- Persée
- Qwant
- (zh) Baidu
- (ru) Yandex
- (wd) trouver des œuvres sur Wikidata

Pour l’article homonyme, voir Gros Blancs.
Le gros blanc  est une monnaie d'argent française frappée sous le règne de Jean II le Bon (1319-1364).

## Description
- dimension : +/- 28 millimètres
- poids légal : 4,532 grammes
- avers : une croix avec la légende suivante en latin +IO - H’ES - DEI - GRA et + BNDICTV SIT NOME DNI NRI DEI IHV XPI, soit « Jean, par la grâce de Dieu - béni soit le nom de notre Seigneur Jésus-Christ»
- revers : un champ semé de fleur de lis avec sur la bordure extérieure, treize lis dans des oves, et la légende en latin :  FRANCORVM * REX, soit « Roi des Francs »